# Bismarck-Museum Friedrichsruh

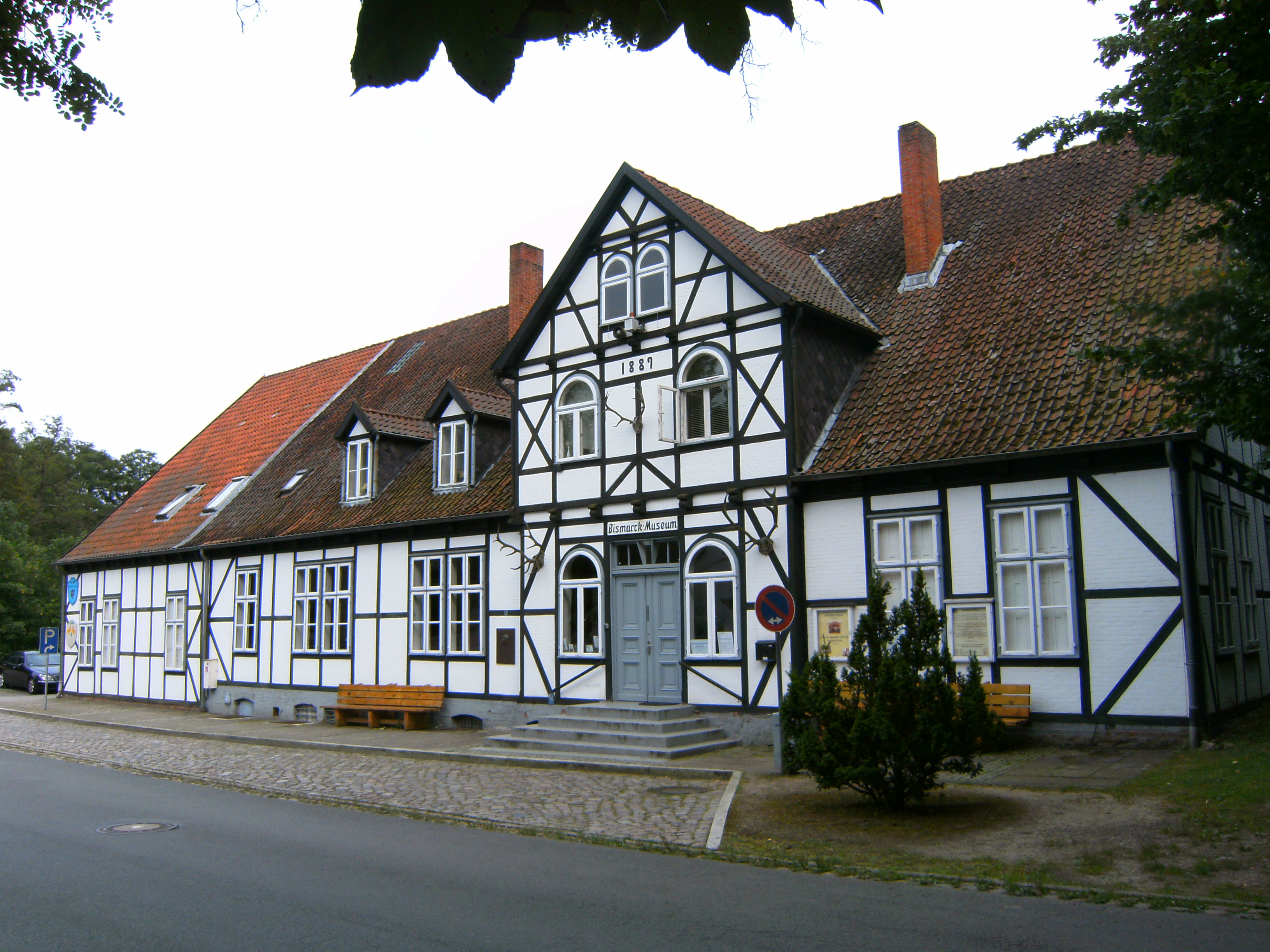
Bismarck-Museum Friedrichsruh im Gebäude des Alten Landhauses

Das Bismarck-Museum Friedrichsruh ist ein Museum in Friedrichsruh, einem Ortsteil der Gemeinde Aumühle, Kreis Herzogtum Lauenburg, in Schleswig-Holstein. Es zeigt Geschenke, persönliche Gebrauchsgegenstände und Urkunden von Otto von Bismarck. Auch im Empfangsgebäude des nicht mehr vom Zugverkehr bedienten Bahnhofs Friedrichsruh wird Bismarck gewürdigt. Hier hat seit 1999 die Otto-von-Bismarck-Stiftung mit öffentlich zugänglicher Bibliothek sowie der Dauerausstellung „Otto von Bismarck und seine Zeit“ ihren Sitz.

Blick in das Bismarck-Museum

Das mit originalem Mobiliar nachgestellte Arbeitszimmer Otto von Bismarcks

## Lage
Das Museum liegt an der Landesstraße L 208 in Schleswig-Holstein im Abschnitt von Grande nach Aumühle in einem Fachwerkhaus am Straßenrand in Friedrichsruh, die Adresse ist Am Museum 2, 21521 Friedrichsruh.

## Geschichte
Bereits am 29. September 1891 wurde im Schloss II in Schönhausen (Elbe) ein Bismarck-Museum eröffnet. 1927 wurde ein Teil der Sammlung des Bismarck-Museums in Schönhausen (Elbe) nach Aumühle in die Villa Alter Forsthof transferiert. Im April 1933 wurde diese Sammlung in den Friedrichsruher Marstall gebracht, wo sie bis kurz vor Kriegsende 1945 präsentiert werden konnte, bis die Familie Bismarck die Räumlichkeiten aufgrund der Zerstörung des zentralen Wohngebäudes vorübergehend als Unterkunft nutzen musste. Am 4. Dezember 1950 wurde das Museum im Alten Landhaus, einem ehemaligen Gasthaus, wiedereröffnet. Seit 2009 wird das Bismarck-Museum Friedrichsruh von der Otto-von-Bismarck-Stiftung betreut. 2021 kaufte sie das Gebäudes und die Exponate, geplant ist eine umfangreiche Sanierung und Neukonzeption der Ausstellung.

## Ausstellung
In zehn Ausstellungsräumen und Bismarcks nachgestelltem Arbeitszimmer werden mehrere hundert originale Objekte und einige Reproduktionen gezeigt: Karten der unterschiedlichen Zollgebiete, die Urkunden in Bismarcks Werdegang, eine Abbildung der Emser Depesche sowie der Pressemitteilung Bismarcks, die Pistolen der zwei Attentate auf Bismarck, seine Uniform und seine Stiefel, seine zahlreich erhaltenen Orden, sein mit originalem Mobiliar nachgestelltes Arbeitszimmer mit Sofa für ihn und zwei Lederdiwanen für seine beiden Hunde, sein Berliner Schreibtisch, das Bild von Anton von Werner: Die Proklamierung des deutschen Kaiserreiches (18. Januar 1871) in der Fassung von 1885 und ein Prunkharnisch.

## Weitere Bismarck-Museen
- Bismarckhäuschen, Göttingen
- Bismarck-Museum im Schloss I, Schönhausen (Elbe)
- Bismarck-Museum im Museum Obere Saline, Bad Kissingen